# Gug Tape-je Chalese
Gug Tape-je Chalese – wieś w Iranie, w ostanie Azerbejdżan Zachodni, w szahrestanie Mijandoab. W 2006 roku liczyła 2813 mieszkańców.